# Nomindra flavipes
Nomindra flavipes là một loài nhện trong họ Gnaphosidae.
Loài này thuộc chi Nomindra. Nomindra flavipes được Eugène Simon miêu tả năm 1908.